# Linea Verde (metropolitana di Lisbona)
La linea Verde (in portoghese: linha Verde), anche nota come linea della Caravella (in portoghese: linha da Caravela), è una linea della metropolitana di Lisbona, a servizio dell'omonima città, capitale del Portogallo.
Nel 1963, la stazione di Rossio fu la prima stazione costruita di questa linea, nonostante appartenesse ancora alla linea Blu. Nel 1998, il tratto tra Rossio e Restauradores fu soppresso e quello tra Rossio e Campo Grande si è separato dalla Blu per diventare una linea indipendente.
La linea comprende 13 stazioni, di cui 3 di interscambio con le altre linee: a Campo Grande con la linea Gialla, ad Alameda con la Rossa e a Baixa-Chiado con la Blu.
I due capolinea sono Telheiras e Cais do Sodré.